# Canazei
Canazei (ladí Cianacei) és un municipi italià, dins de la província autònoma de Trentino. És un dels municipis del vall de Fassa (Ladínia). L'any 2007 tenia 1.842 habitants. Limita amb els municipis de Sëlva, Corvara, Livinallongo del Col di Lana, Campitello di Fassa, Mazzin, Pozza di Fassa, i Rocca Pietore.
És format per les fraccions d'Alba (Delba), Gries (Gries) i Penia (Penia).

## Administració
| Període | Identitat    | Partit        |
| ------- | ------------ | ------------- |
| 2004-   | Fernando Riz | Llista cívica |